# Julāna Shādipur
Julāna Shādipur är en ort i Indien.   Den ligger i distriktet Jīnd och delstaten Haryana, i den norra delen av landet, 100 km nordväst om huvudstaden New Delhi. Julāna Shādipur ligger 227 meter över havet och antalet invånare är 14 508.
Terrängen runt Julāna Shādipur är mycket platt. Runt Julāna Shādipur är det tätbefolkat, med 319 invånare per kvadratkilometer. Det finns inga andra samhällen i närheten. Trakten runt Julāna Shādipur består till största delen av jordbruksmark.